# Cavillatrix luteipes
Cavillatrix luteipes là một loài ruồi trong họ Tachinidae.